# Brachynemurus elongatus
Brachynemurus elongatus is een insect uit de familie van de mierenleeuwen (Myrmeleontidae), die tot de orde netvleugeligen (Neuroptera) behoort. 
Brachynemurus elongatus is voor het eerst wetenschappelijk beschreven door Banks in 1904.